# Cromarty Lighthouse
Das Cromarty Lighthouse, deutsch Cromarty-Leuchtturm, ist ein Leuchtturm in der schottischen Ortschaft Cromarty in der Council Area Highland. 1971 wurde der Leuchtturm in den schottischen Denkmallisten in der höchsten Denkmalkategorie A aufgenommen.

## Geschichte
Der aus der bekannten Leuchtturmbauerfamilie Stevenson stammende Alan Stevenson zeichnete für die Planung der Anlage verantwortlich. Der Bau des Cromarty Lighthouse mitsamt seiner Außenanlagen war 1846 abgeschlossen und der Leuchtturm wurde im selben Jahr in Betrieb genommen. Die geschätzten Baukosten beliefen sich auf 3030 £. 1985 wurde sein Betrieb automatisiert und der Leuchtturm schließlich am 28. Februar 2006 außer Betrieb gesetzt.

## Beschreibung
Die Ortschaft Cromarty erstreckt sich auf einer Landzunge am Ende der rund 1,3 Kilometer weiten Einfahrt in den Cromarty Firth. Das Cromarty Lighthouse steht nahe dem Abschluss der Landzunge in direkter Nähe des Cromarty Harbours. Der zweigeschossige Rundturm weist eine Höhe von nur 13 Metern auf. Der gedrungene Turm schließt mit einer Laterne mit umlaufendem gusseisernem Geländer ab. Da das Cromarty Lighthouse deutlich oberhalb des Meeresniveaus errichtet wurde, betrug die Tragweite seines Feuers 14 Seemeilen.
Die Gesamtanlage weist deutliche Parallelen zum Chanonry Lighthouse auf, das Stevenson im selben Jahr nahe Fortrose fertigstellte. Hierzu zählen auch die mit Motiven aus dem griechisch-ägyptischen Klassizismus ausgeführten Leuchtturmwärterbehausungen. Verschiedene Eingangstüren, auch am Turmfuß, sind mit Pilastern und bekrönenden Gesimsen ausgeführt. An dem drei Achsen weiten, zweigeschossigen Haus setzen sich eingeschossige Flügel fort. Es sind 16-teilige Sprossenfenster eingesetzt. Analog dem Turm, sind seine Fassaden weiß mit ockerfarbenen Abschlüssen gestrichen. Das Gebäude schließt mit einem Flachdach.